# Mount Augustana
Mount Augustana ist ein über 2800 m hoher Berg in der ostantarktischen Ross Dependency. In den nördlichen Cumulus Hills des Königin-Maud-Gebirges ragt er zwischen den Kopfenden des LaPrade Valley und des Cheu Valley auf. Seine nördlichen Hänge sind schroff, großenteils eisfrei und fallen steil 1500 m zum McGregor-Gletscher ab. Sein südlicher Teil ist eisbedeckt und läuft gemächlich zum Kopfende des Logie-Gletschers aus.
Das Advisory Committee on Antarctic Names benannte den Berg im Jahr 2008 nach dem Augustana College in Rock Island, Illinois, in Anerkennung von dessen langer Forschungsgeschichte zur polaren und glazialen Geologie. Das zugehörige Fryxell Geology Museum beherbergt Fossilien von Dinosauriern der Gattung Cryolophosaurus, des größten bisher in Antarktika nachgewiesenen Raubsauriers.